# Добжинка (Вармінсько-Мазурське воєводство)
Добжинка (пол. Dobrzynka, нім. Guttenfeld) — село в Польщі, у гміні Гурово-Ілавецьке Бартошицького повіту Вармінсько-Мазурського воєводства.
Населення — 47 осіб (2011).

## Демографія
Демографічна структура станом на 31 березня 2011 року:
|          | Загалом | Допрацездатний вік | Працездатний вік | Постпрацездатний вік |
| -------- | ------- | ------------------ | ---------------- | -------------------- |
| Чоловіки | 24      | 4                  | 15               | 5                    |
| Жінки    | 23      | 4                  | 10               | 9                    |
| Разом    | 47      | 8                  | 25               | 14                   |